# Fever (альбом Кайли Миноуг)
Fever (с англ. — «Лихорадка») — восьмой студийный альбом австралийской певицы Кайли Миноуг, выпущенный 1 октября 2001 года на лейбле Parlophone. В США диск был издан звукозаписывающей компанией Capitol Records 26 февраля 2002 года. Таким образом, Fever стал первым альбомом Миноуг, выпущенным в этой стране спустя тринадцать лет после Enjoy Yourself (1989). Певица работала над пластинкой в сотрудничестве с такими композиторами и продюсерами, как Кэти Деннис, Роб Дэвис, Ричард Стэннард, Джулиан Галлахер, TommyD, Том Николс и Паскаль Габриэль. Fever — альбом в стиле данс-попа с элементами диско и европопа. Также на диске присутствуют и другие жанры — от синтипопа до клубной музыки.
Из альбома было выпущено четыре сингла, все они попали в первую десятку чартов Австралии и Великобритании. Главным стала композиция «Can't Get You Out of My Head», выпущенная 8 сентября 2001 года. Сингл имел коммерческий успех: он возглавил чарты 40 стран, а его продажи по всему миру составили более шести миллионов экземпляров. «Can’t Get You Out of My Head» считается «визитной карточкой» Миноуг, а также является её самым продаваемым синглом на сегодняшний день и самым продаваемым синглом всех времён. Последующим синглам «In Your Eyes» и «Love at First Sight» также сопутствовал успех в чартах. Последний сингл с пластинки — «Come Into My World» в 2004 году одержал победу на премии «Грэмми» в категории «Лучшая танцевальная запись». В поддержку альбома Миноуг гастролировала с концертной программой KylieFever2002.
Fever получил положительные отзывы критиков, многие из которых высоко оценили его продюсирование и коммерческую привлекательность. Альбом имел успех в чартах, возглавив хит-парады Австралии, Австрии, Германии, Ирландии и Великобритании. В американском чарте Billboard 200 пластинка добралась до третьей строчки, и на сегодняшний день является самым продаваемым альбомом Миноуг в США. Диск стал семь раз платиновым в Австралии, пять раз платиновым в Великобритании и платиновым в США. В 2002 году альбом одержал победу в номинации «Лучший международный альбом» на премии Brit Awards. В Австралии Fever стал тридцатым самым продаваемым альбомом десятилетия.

## История создания
В 1998 году Кайли Миноуг покинула лейбл Deconstruction Records из-за низких продаж её шестого студийного альбома Impossible Princess (1997). Певица подписала контракт с лейблом Parlophone и в 2000 году выпустила альбом Light Years. Пластинка получила положительные отзывы критиков и была успешна в чартах. Продажи диска в Австралии составили 280 000 экземпляров, что позволило ему стать четырежды платиновым в этой стране. Альбом также стал платиновым в Великобритании, где было продано 300 000 экземпляров. Ведущим синглом диска стала композиция «Spinning Around», имевшая успех в чартах. В Австралии продажи песни составили 70 000 экземпляров, а в Великобритании было продано 20 000 экземпляров сингла. В поддержку альбома был организован гастрольный тур On a Night Like This Tour.
Вскоре Миноуг начала записывать восьмой студийный альбом Fever. В работе над ним принимали участие различные авторы и продюсеры. Британская певица и композитор Кэти Деннис выступила соавтором трёх песен и сопродюсером двух из них. Роб Дэвис является соавтором и сопродюсером трёх песен, Ричард Стэннард и Джулиан Галлахер приняли участие в написании и продюсировании шести композиций («Love at First Sight», «In Your Eyes», «Love Affair», «Boy», «Rendezvous At Sunset», и «Music Will Always Love You»). Как и Light Years, Fever выдержан в стилях диско и данс-попа и содержит элементы EDM и adult contemporary. Запись пластинки проходила на студиях Biffco Studios в Дублине, Hutch Studios в Чикаго, Olympic Studios в Лондоне и в Stella Studios.

## Музыкальный стиль и тексты песен
Fever — танцевальный поп-альбом с элементами диско и европопа в стиле 1970-х годов. Жаклин Ходжес с сайта BBC Music отметила, что альбом не является «чистой» поп-музыкой, а характеризуется более «авантюрным» танцевальным звучанием. Критик журнала NME Алекс Нидхэм говорил о «диско-эффекте» в некоторых песнях альбома, который звучит так, «словно вы погрузились под воду, а затем экстатически вышли обратно». Нидхэм назвал Fever «обновлённой версией» «легковесного диско» с Light Years. Такие песни, как «More More More», с которой начинается пластинка, и «Burning Up», которой она заканчивается, демонстрируют влияние диско на стиль всего альбома. «More, More, More» — быстрая песня c фанковскими басами, а «Burning Up» критики назвали «медленно горящим диско». В песне «Love at First Sight», начинающейся с электронного фортепианного вступления, и «агрессивной» «Give It to Me» присутствуют элементы тин-попа. Главный сингл — «Can’t Get You Out of My Head» — «роботизированная» песня в стиле танцевальной музыки и ню-диско. Многие критики посчитали, что некоторые песни альбома, в особенности «Come Into My World», имеют сходство с «Can’t Get You Out of My Head» . В заглавном треке преобладают элементы синти-попа, а в композиции «Dancefloor» слышен EDM. В песне «In Your Eyes» заметны элементы диско и техно. Небольшое влияние на «мистическую» «Fragile» оказал эмбиент. Вокал Миноуг варьируется от «чувственного» (в «More More More») до «сладкого» (в «Your Love»). В инструментале последней песни используется акустическая гитара. Джейсон Томпсон с сайта PopMatters прокомментировал, что Миноуг «знает как подавать себя через неотразимые мелодии и соблазнительную эмоциональность», как, например, в заглавном треке, в котором певица «эротично дышит». В отличие от предыдущих альбомов Миноуг, в Fever нет ни одной баллады.
Композиции альбома в основном затрагивают темы любви и наслаждения. Джейсон Томпсон отметил, что песни повествуют о танцах, сексе и хорошем времяпровождении. В композиции «Love at First Sight» Миноуг поёт о том, как она влюбилась с «первого взгляда» и как ей хорошо. «Can’t Get You Out of My Head» была названа «загадочной», так как певица не упоминает своего возлюбленного в этой песне. Дориан Лински из газеты The Guardian высказал мнение, что она одержима «либо партнёром, либо приключением на одну ночь, либо тем, кто не знает о её существовании». Продюсирование песни «Give It to Me» идёт вразрез с её текстом: Миноуг призывает своего партнёра «сбавить темп», но ритм композиции «звучит в противоположном направлении». Текст песни «Fragile» довольно прост и направлен на «сердце слушателя». «Come Into My World» — «мольба о любви», поскольку Миноуг приглашает своего возлюбленного в свою жизнь. Композиция «Dancefloor» повествует об окончании отношений, и Миноуг, радуясь этому, «расслабляется под музыку».

## Продвижение и релиз
1 октября 2001 года состоялся релиз альбома в Австралии, Великобритании и других европейских странах. Пластинку выпустил лейбл Parlophone. 26 февраля 2002 года звукозаписывающая компания Capitol Records осуществила релиз диска в США. Fever стал вторым альбомом Миноуг, выпущенным этой стране после Enjoy Yourself (1989). Таким образом, певица вновь вернулась на американский музыкальный рынок спустя почти 13 лет. 18 ноября 2002 года вышло специальное издание альбома, в которое вошла ранее неизданная песня «Whenever You Feel Like It».
Над созданием обложки диска работал стилист и близкий друг певицы Уильям Бейкер в сотрудничестве с графическим дизайнером Тони Хангом, а фотографом выступил Винсент Питерс. На обложке изображена Миноуг, которая держит над собой микрофон с длинным проводом. Белый спортивный купальник, в который одета певица на изображении, разработал Фе Доран, а обувь — Маноло Бланик. В своей книге Kylie / Fashion, выпущенной в 2012 году, Миноуг говорила о создании обложки альбома: «Вся кампания была такой сильной, уверенной, непоколебимой. Вилли [Уильям Бейкер] сделал невероятный дизайн, а фотографии [Винсента Питерса] превратились во вторую нашу совместную потрясающую обложку». Для американского издания альбома была выпущена новая обложка, на которой крупным планом изображена Миноуг, кусающая браслет. Это изображение также послужило иллюстрацией к синглу «In Your Eyes».

### Синглы

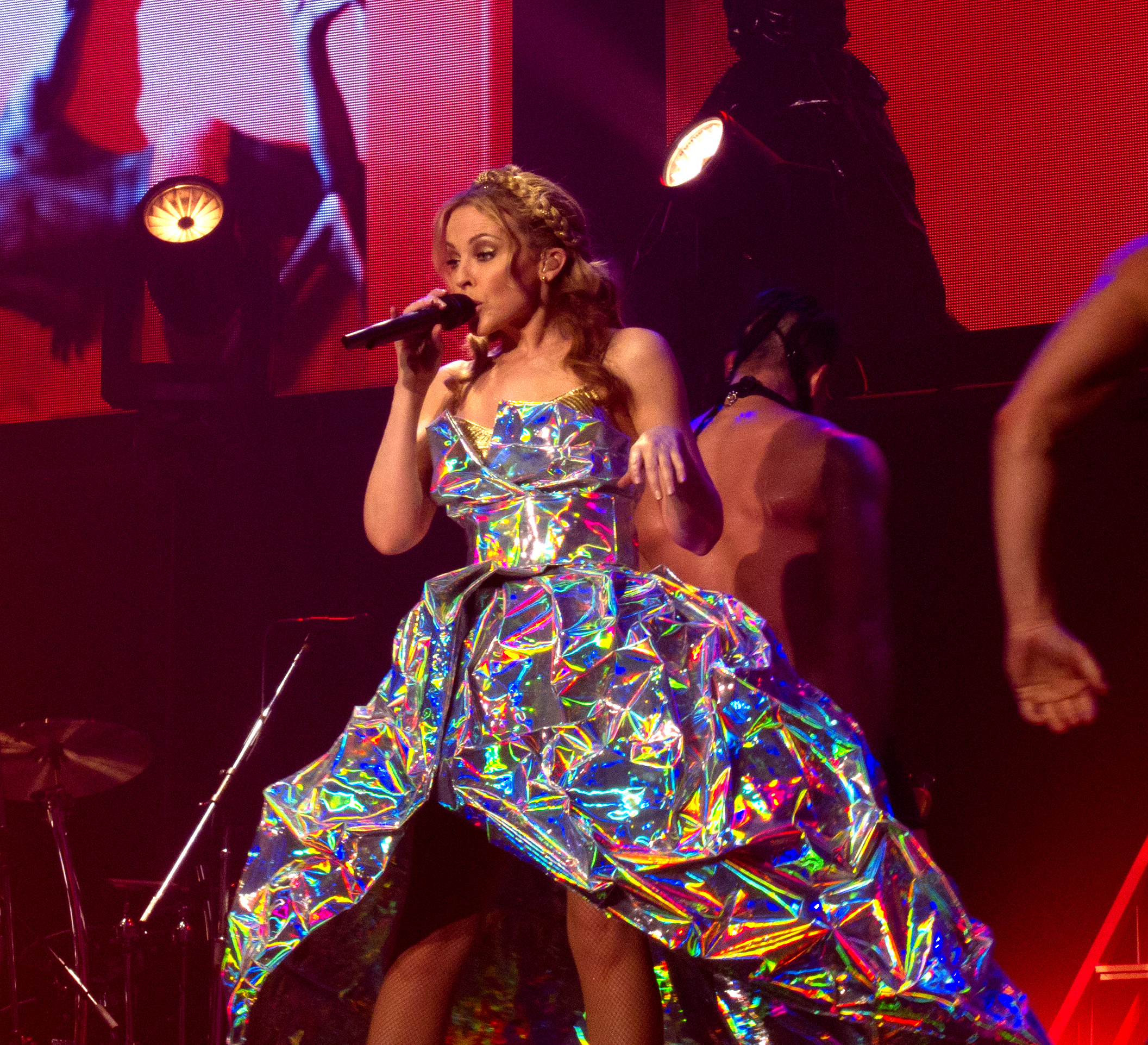
Кайли Миноуг исполняет песню «Can't Get You Out of My Head» во время гастрольного тура Aphrodite: Les Folies Tour в 2011 году.

Ведущим синглом альбома стала композиция «Can't Get You Out of My Head», выпущенная 17 сентября 2001 года. Песня получила положительные отзывы многих критиков, которые высоко оценили её энергетику и танцевальность. Синглу сопутствовал огромный успех в чартах по всему миру: он возглавил хит-парад Австралии и практически все чарты европейских стран кроме Финляндии. В США композиция вышла 18 февраля 2002 года и добралась до седьмой строчки в хит-параде Billboard Hot 100, став самым продаваемым синглом Миноуг в этой стране после «The Loco-Motion». Продажи сингла в Австралии составили 210 000 экземпляров и он стал трижды платиновым в этой стране. В Великобритании было продано 600 000 экземпляров сингла, и ему был присвоен платиновый статус. В США композиции был присвоен платиновый статус, а её продажи составили 500 000 экземпляров. Режиссёром видеоклипа на эту песню выступил Дон Шэдфорд. В клипе Миноуг вместе с танцорами танцует на фоне различных футуристических локаций.
Вторым синглом с пластинки стала композиция «In Your Eyes». Её релиз состоялся 18 февраля 2002 года. В отличие от «Can’t Get You Out of My Head», этот сингл не был выпущен в США. Песня получила положительные отзывы критиков, которые положительно оценили присутствие в ней элементов хауса. «In Your Eyes» стал вторым синглом альбома, возглавившим австралийский чарт синглов. Композиция также попала в топ-10 чартов Италии, Финляндии, Швейцарии и Великобритании. В Австралии продажи сингла составили 35 000 экземпляров, а в Великобритании — 200 000, и ему были присвоены в этих странах золотой и серебряный статус, соответственно. Клип на эту композицию был снят Доном Шэдфордом. В клипе Миноуг танцует в красочной ярко-освещённой комнате.
Третьим синглом с Fever стала песня «Love at First Sight», выпущенная 10 июня 2002 года. Она получила положительные отзывы критиков, которые хвалили её продюсирование. Композиция попала в топ-10 чартов Австралии, Дании, Италии, Новой Зеландии и Великобритании. Ремикс на эту песню, сделанный Ruff и Jam, был выпущен в США, где добрался до 23-й позиции в хит-параде Billboard Hot 100. Продажи композиции в Австралии составили 35 000 экземпляров и ей был присвоен золотой статус. Такой же статус синглу был присвоен и в Новой Зеландии, где было продано 7500 экземпляров. Режиссёром клипа на этот сингл стал Юхан Ренк. В видео Миноуг танцует в футуристическом пространстве. На певице надеты брюки карго, а на её глаза нанесены тёмно-зелёные тени. В 2003 году песня принесла Миноуг её первую номинацию на премию «Грэмми» в категории «Лучшая танцевальная запись».
Четвёртым и последним синглом альбома стала композиция «Come Into My World». Её релиз состоялся 11 ноября 2002 года. Песня была хорошо воспринята критиками, которые хвалили её текст. Сингл попал в топ-10 хит-парадов Австралии, Валлонии, франкоязычном регионе Бельгии и Великобритании. В американском чарте Billboard Hot 100 композиция добралась до 91-й строчки. В Австралии синглу присвоили золотой статус за 35 000 проданных экземпляров. Видео на песню было снято Мишелем Гондри. В клипе певица прогуливается по оживлённой улице Парижа. Каждый раз, когда она проходит полный круг, в одном из магазинов появляется её клон, и к концу видео их становится четыре.

### Турне
В поддержку альбома был организован гастрольный тур KylieFever2002. Шоу были поделены на семь актов. В сет-лист вошли такие песни из альбома, как «Can’t Get You Out of My Head», «Come Into My World», «Fever», «In Your Eyes», «Love at First Sight» и «Burning Up». Во время выступлений Миноуг носила «откровенные» и обтягивающие наряды; среди них — блестящее серебряное бикини и юбка с серебряными сапогами. Наряды были разработаны итальянским домом моды Dolce & Gabbana. В общей сложности певица восемь раз меняла наряды во время выступлений. 18 ноября 2002 года вышел DVD, в который вошли съёмки с концерта в Манчестере. В Канаде было продано 10 000 экземпляров DVD, за что ему был присвоен платиновый статус. В Германии диску присвоили золотой статус за 25 000 проданных экземпляров, а в Великобритании его продажи составили 100 000 экземпляров, и он стал в этой стране дважды платиновым.

## Реакция критиков
| Совокупная оценка     | Совокупная оценка |
| Источник              | Оценка            |
| --------------------- | ----------------- |
| Metacritic            | 68/100            |
| Оценки критиков       |                   |
| Источник              | Оценка            |
| Русскоязычные издания |                   |
| Play                  | [ 66 ]            |
| Иноязычные издания    |                   |
| AllMusic              | [ 1 ]             |
| Entertainment Weekly  | B+                |
| NME                   | (7/10)            |
| Rolling Stone         | [ 67 ]            |
| BBC Music             | (положительно)    |
| Pitchfork Media       | (7.6/10)          |
| Blender               | [ 68 ]            |
| Slant                 | [ 69 ]            |
| The Guardian          | (положительно)    |
| Yahoo! Music UK       | [ 71 ]            |

Fever получил положительные отзывы критиков. На агрегаторе оценок Metacritic альбом получил оценку в 68 баллов из 100, основанную на 15 рецензиях. Джейсон Томпсон с сайта PopMatters высоко оценил концепцию и продюсирование диска, назвав его «замечательным альбомом великолепной танцевальной музыки», и заявил, что «в этом году, наверное, не будет лучше альбома, чем этот». Крис Тру с сайта AllMusic остался доволен простым диско и танцевальной поп-музыкой, подчеркнув, что в альбоме нет «ни одной слабой песни, ни одной неуместной слащавой баллады, способной испортить наслаждение». Алекс Нидхэм из журнала NME высказал мнение, что хотя альбому не хватает глубокомысленности, он «такой же шипучий, как спа для ног», и что с помощью этого альбома Миноуг «демонстрирует выскочкам как надо работать». Доминик Леоне с сайта Pitchfork Media дал пластинке положительную оценку, оценив её простой и «ненапряжённый» стиль. Критик назвал диск «зрелым альбомом от зрелой исполнительницы», и посчитал, что он «может возродить Миноуг для поколения VH1». Ян Уэйд с сайта Yahoo! Music UK назвал Fever «настоящим весельем в стиле буги-поп», и отметил, что диск не понравится тем, кто ищет боль или тоску.
Журналист Алексис Петридис из британской газеты The Guardian отметил «сочетание битов хауса, модных электронных эффектов, в значительной степени заимствованных у Daft Punk», и припевов, которые запоминаются «после первого прослушивания». Рецензент назвал пластинку «зрелым поп-альбомом», который предназначен для «женской алкогольной вечеринки, а не для школьной дискотеки». Жаклин Ходжес с сайта BBC Music прокомментировала, что в альбоме практически нет проходных песен, и оценила его коммерческую перспективу, посчитав, что диск будет продаваться весьма неплохо. Джим Фабер из журнала Entertainment Weekly назвал альбом «самым классным из грешных удовольствий в стиле ретро-дэнс» со времён «Blue» группы Eiffel 65, но посчитал, что Миноуг «сухо „доит“ формулу (хита „Can’t Get You Out of My Head“)». Барри Уолтерс из журнала Rolling Stone отметил, что альбом полон старомодными хуками и современными электронными эффектами, и назвал диск «вульгарно-претенциозным». Майкл Хаббард из журнала MusicOMH похвалил весёлость альбома и прокомментировал, что «если вы хотите завестись, потанцевать, повеселиться на домашней вечеринке или подбодрить своих коллег по работе, то этот альбом для вас». Сэл Чинквемани из журнала Slant негативно отозвался об альбоме, раскритиковав «чересчур обработанный» вокал Миноуг и монотонное звучание пластинки. Артем Рондарев из журнала Play поставил пластинке два балла из пяти возможных, посчитав, что «настолько слабых, вымученных мелодий с бесконечными самоповторами просто невозможно себе представить». Критик назвал Fever «неимоверно скучным и вялым альбомом, совершенно не танцевальным и весёлым, коим его подают». Кларк Коллис из журнала Blender оценил композицию «Can’t Get You Out of My Head», посчитав, что остальные песни альбома не запоминаются.

## Коммерческий успех

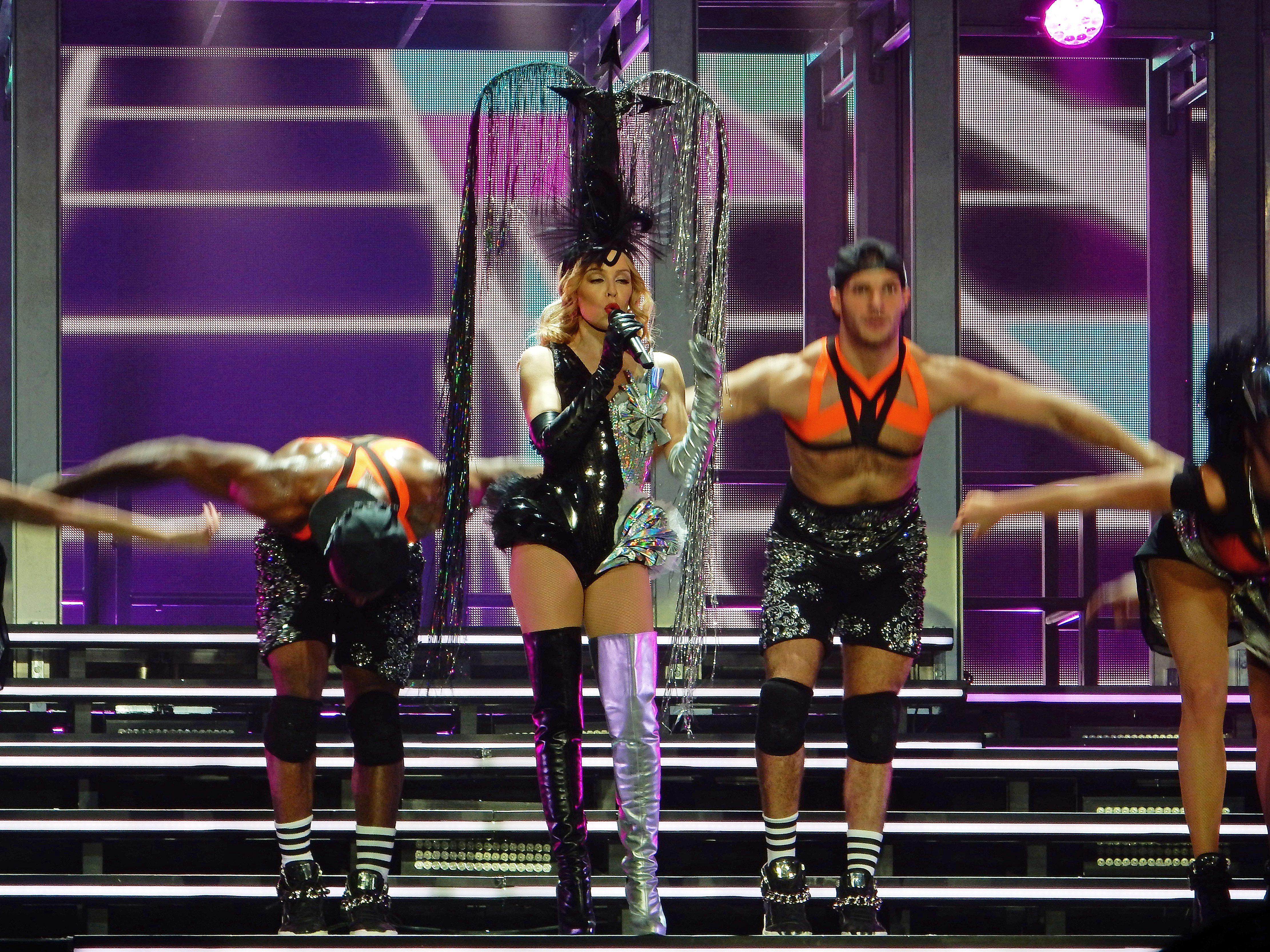
Кайли Миноуг исполняет песню «Love at First Sight» в 2014 году во время гастрольного тура Kiss Me Once Tour.

Fever дебютировал на вершине австралийского альбомного чарта на неделе, начавшейся 21 октября 2001 года, и провёл пять недель на первой строчке хит-парада. В Австралии продажи диска составили 490 000 экземпляров, и он стал в этой стране семь раз платиновым. Fever входил в десятку самых продаваемых альбомов Австралии в 2001 и 2002 годах, занимав пятую и четвёртую позиции, соответственно. Также пластинка была самым продаваемым танцевальном альбомом в этой стране в 2001 и 2002 годах. В британском альбомном чарте диск также дебютировал на первой позиции. Он появился в чарте на неделе, начавшейся 13 октября 2001 года, и провёл на вершине хит-парада две недели. В общей сложности альбом провёл 70 недель в топ-40 чарта. Вскоре, продажи пластинки в Великобритании составили 1 500 000 экземпляров, и она стала пять раз платиновой в этой стране.
Подобный успех сопутствовал альбому и в других регионах. В австрийском альбомном чарте диск дебютировал на первой строчке, и провёл в хит-параде 29 недель. В Австрии было продано 15 000 экземпляров альбома, за что ему был присвоен платиновый статус. В датском альбомном чарте пластинка дебютировала на четвёртой строчке и провела неделю на этой позиции. В Дании диску был присвоен золотой статус. Во французском альбомном чарте Fever дебютировал под номером 51 и вскоре добрался до 21-й строчки, продержавшись три недели на этой позиции. Во Франции альбому был присвоен платиновый статус за 100 000 проданных экземпляров. В немецком альбомном чарте пластинка добралась до первой строчки и две недели возглавляла хит-парад. В Германии было продано 200 000 экземпляров альбома, и ему был присвоен в этой стране платиновый статус. В ирландском альбомном чарте Fever дебютировал на второй строчке, вскоре добрался до вершины хит-парада и неделю возглавлял его. В новозеландском альбомном чарте диск достиг третьей позиции и продержался на ней неделю. Продажи диска в Новой Зеландии вскоре составили 30 000 экземпляров, и он стал дважды платиновым. В швейцарском альбомном чарте пластинка дебютировала под номером 12 и вскоре достигла третьей строчки, продержавшись неделю на этой позиции. В Швейцарии было продано 40 000 экземпляров альбома, за что ему дважды был присвоен платиновый статус в этой стране.
В американском чарте Billboard 200 диск дебютировал под номером три, его продажи в первую неделю составили 115 000 экземпляров. На сегодняшний день Fever является самым продаваемым альбомом Миноуг в США. Вскоре в этой стране было продано 1 000 000 экземпляров альбома, за что ему был присвоен платиновый статус. В канадском альбомном чарте пластинка добралась до десятой строчки, и провела в чарте две недели. В Канаде диску был дважды присвоен платиновый статус за 200 000 проданных экземпляров. В общей сложности продажи альбома по всему миру составили шесть миллионов экземпляров.

## Наследие

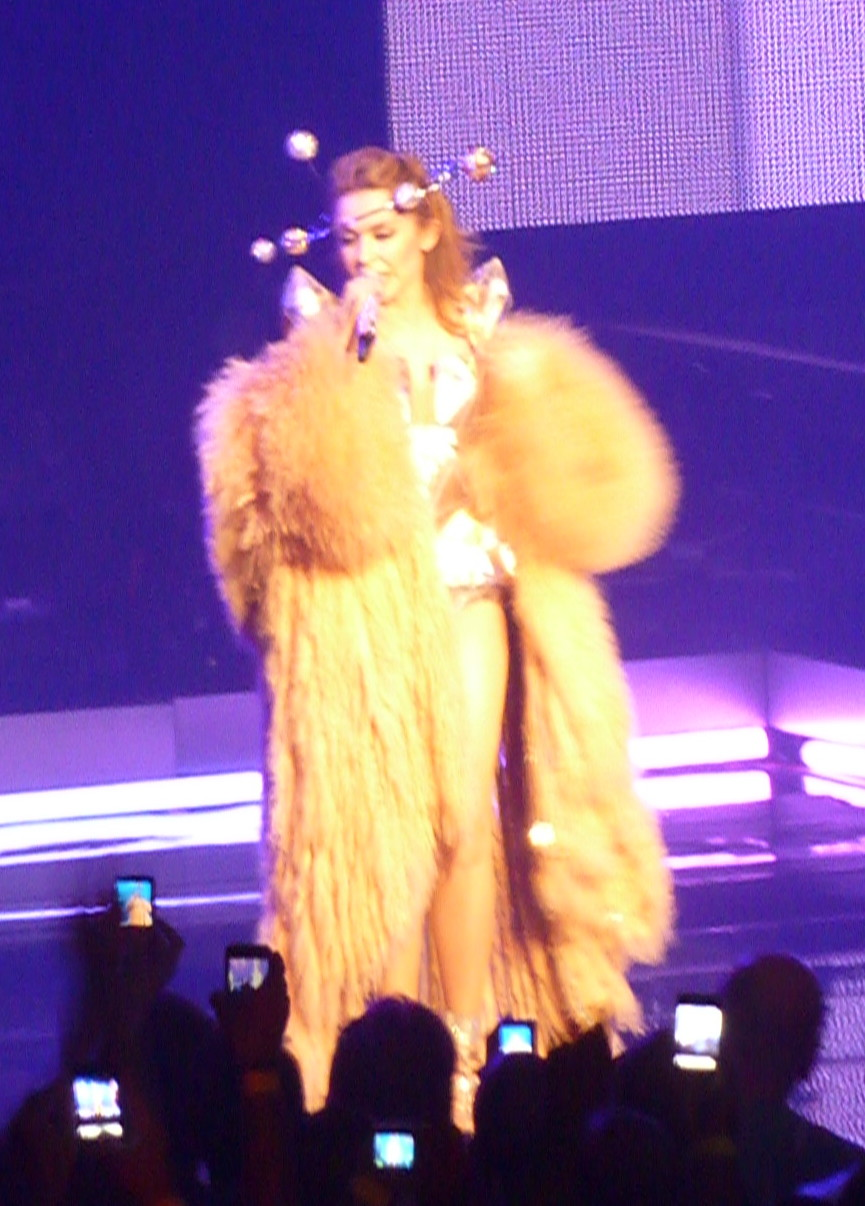
Кайли Миноуг исполняет песню «In Your Eyes» во время гастрольного тура For You, for Me в 2009 году.

Fever является самым коммерчески успешным альбомом Миноуг на сегодняшний день. Ведущий сингл пластинки — «Can’t Get You Out of My Head» возглавил чарты 40 стран, а его продажи по всему миру превысили шесть миллионов экземпляров, что сделало его самым продаваемым синглом Миноуг на сегодняшний день и позволило стать одним из самых продаваемых синглов всех времён. «Can’t Get You Out of My Head» является наиболее популярной песней Миноуг в США, где ранее певица не была столь успешна. Эта композиция также считается «визитной карточкой» исполнительницы. Коммерческий успех сингла «Can’t Get You Out of My Head» обеспечил популярность альбому, который принёс Миноуг её единственный на сегодняшний день платиновый статус в США. Согласно IFPI, Fever стал тридцатым самым продаваемым альбомом по всему миру в 2002 году.
Fever считается одним из ярких примеров постоянных «переосмыслений» Миноуг. Её образ на момент выпуска альбома был назван Уильямом Бейкером «„гладким“, минималистическим и постмодернистским», и рассматривался как шаг вперёд от навеянного кэмпом образа с Light Years. Лариса Дубецки из газеты The Age назвала Миноуг «дивой ню-диско». Энди Батталья с сайта The A.V. Club высказал мнение, что образ и личность Миноуг в её клипах «представили её эдакой механической музой, каждый жест которой — щелчки и звуки вакуумного затвора». Далее он отметил, что её «стерилизованное воркование призвало душу киборга, а в клипах она перемещается по гламурным футуристическим пейзажам, пробуя на вкус кисло-сладкий поцелуй техно». Адриан Беград с сайта PopMatters посчитал «отличной работой» простоту альбома и отметил, что опыт певицы и выбор продюсеров позволили «тридцатилетней Миноуг отодвинуть на второй план бездушную и безмозглую музыку таких молодых американских поп-звёзд, как Бритни [Спирс] и Кристина [Агилера]». Робби До с сайта Idorator отметил, что хит Бритни Спирс «Toxic» 2004 года, альбом Мадонны Confessions on a Dance Floor (2005), музыкальный дебют Пэрис Хилтон с альбомом Paris (2006) и переход радиостанций на «более танцевальное звучание» последовали за выпуском Fever, однако, по словам критика, «мы не можем знать наверняка связан ли напрямую восьмой студийный альбом Кайли Миноуг с этими событиями в поп-музыке». Крис Тру с сайта AllMusic в своей биографии Миноуг написал, что выпуск альбома и его главного сингла «Can’t Get You Out of My Head» закрепил её статус международной иконы музыки, отметив, что «она вернулась на американский музыкальный рынок более чем через десятилетие».
Fever принёс Миноуг многочисленные награды и номинации. В 2002 году на премии ARIA Music Awards альбом одержал победу в двух номинациях — «Лучший поп-альбом» и «Самый продаваемый альбом», а также был номинирован в категории «Альбом года». На этой же церемонии награждения сингл «Can’t Get You Out of My Head» одержал победу в номинациях «Сингл года» и «Самый продаваемый сингл», а сама Миноуг получила награду «За выдающиеся достижения». В том же 2002 году Fever победил в номинации «Лучший международный альбом» на премии Brit Awards, а Миноуг была признана «Лучшей международной сольной исполнительницей» и была представлена в номинации «Лучший поп-исполнитель». На MTV EMA 2002 пластинка получила номинацию в категории «Лучший альбом», Миноуг же одержала победу в номинациях «Лучший танцевальный исполнитель» и «Лучший поп-исполнитель», а также была заявлена в категории «Лучшая исполнительница». В 2003 году композиция «Love at First Sight» была номинирована на американскую премию «Грэмми» в категории «Лучшая танцевальная запись», но проиграла песне британской электронной группы Dirty Vegas «Days Go By». В 2004 году в этой же номинации одержала победу песня «Come Into My World». Таким образом, Миноуг стала второй австралийской исполнительницей, одержавшей победу в одной из главных номинаций премии после рок-группы Men at Work, которая победила в номинации «Лучший новый исполнитель» в 1983 году. «Come Into My World» — единственная песня Миноуг на сегодняшний день, победившая на «Грэмми». В 2015 году Fever занял 34-ю строчку в рейтинге «99 величайших танцевальных альбомов всех времён» по версии журнала Vice. В 2020 году Official Charts Company поместила диск на 25-ю строчку в рейтинге 100 самых успешных женских альбомов века в Великобритании.

## Список композиций
| №   | Название                       | Автор(ы)                                                                    | Продюсер(ы)        | Длительность |
| --- | ------------------------------ | --------------------------------------------------------------------------- | ------------------ | ------------ |
| 1.  | «More More More»               | Tommy D, Лиз Уинстенли                                                      | Tommy D            | 4:40         |
| 2.  | «Love at First Sight»          | Кайли Миноуг, Ричард Стэннард, Джулиан Галлахер, Эш Хаус, Мартин Харрингтон | Стэннард, Галлахер | 3:57         |
| 3.  | «Can't Get You Out of My Head» | Кэти Деннис, Роб Дэвис                                                      | Деннис, Дэвис      | 3:49         |
| 4.  | «Fever»                        | Грег Физеральд, Том Николс                                                  | Физеральд          | 3:30         |
| 5.  | «Give It to Me»                | Миноуг, Марк Пичиотти, Стив Андерсон                                        | Пичиотти           | 2:48         |
| 6.  | «Fragile»                      | Дэвис                                                                       | Дэвис              | 3:44         |
| 7.  | «Come into My World»           | Деннис, Дэвис                                                               | Деннис, Дэвис      | 4:30         |
| 8.  | «In Your Eyes»                 | Миноуг, Стэннард, Галлахер, Хаус                                            | Стэннард, Галлахер | 3:18         |
| 9.  | «Dancefloor»                   | Андерсон, Дэвис                                                             | Андерсон           | 3:23         |
| 10. | «Love Affair»                  | Миноуг, Стэннард, Галлахер                                                  | Стэннард, Галлахер | 3:47         |
| 11. | «Your Love»                    | Миноуг, Паскаль Габриэль, Пол Стэтхэм                                       | Габриэль, Стэтхэм  | 3:47         |
| 12. | «Burning Up»                   | Физеральд, Николс                                                           | Физеральд, Николс  | 3:59         |

| №   | Название    | Автор(ы)                  | Продюсер(ы)       | Длительность |
| --- | ----------- | ------------------------- | ----------------- | ------------ |
| 13. | «Tightrope» | Миноуг, Габриэль, Стэтхэм | Габриэль, Стэтхэм | 4:27         |

| №   | Название         | Автор(ы)                                 | Продюсер(ы)                    | Длительность |
| --- | ---------------- | ---------------------------------------- | ------------------------------ | ------------ |
| 12. | «Good Like That» | Джо Белмаати, Мич Хэнсен, Кара Диогуарди | Cutfather, Белмаати, Диогуарди | 3:33         |
| 13. | «Baby»           | Уинстенли, Боттольф Лодемаль, Ларс Аасс  | Уинстенли, Лодемаль, Аасс      | 3:49         |
| 14. | «Burning Up»     | Физеральд, Николс                        | Физеральд, Николс              | 3:59         |

| №   | Название         | Автор(ы)                                 | Продюсер(ы)                    | Длительность |
| --- | ---------------- | ---------------------------------------- | ------------------------------ | ------------ |
| 12. | «Good Like That» | Джо Белмаати, Мич Хэнсен, Кара Диогуарди | Cutfather, Белмаати, Диогуарди | 3:33         |
| 13. | «Baby»           | Уинстенли, Боттольф Лодемаль, Ларс Аасс  | Уинстенли, Лодемаль, Аасс      | 3:49         |
| 14. | «Burning Up»     | Физеральд, Николс                        | Физеральд, Николс              | 3:59         |
| 15. | «Boy»            |                                          |                                |              |
| 16. | «Butterfly»      |                                          |                                |              |

| №   | Название    | Автор(ы)                   | Продюсер(ы)        | Длительность |
| --- | ----------- | -------------------------- | ------------------ | ------------ |
| 13. | «Boy»       | Миноуг, Стэннард, Галлахер | Стэннард, Галлахер | 3:47         |
| 14. | «Butterfly» | Миноуг, Андерсон           | Пичиотти           | 4:09         |

| №  | Название                                                             | Длительность |
| -- | -------------------------------------------------------------------- | ------------ |
| 1. | «Can't Get Blue Monday Out of My Head»                               | 4:03         |
| 2. | «Love at First Sight» (The Scumfrog's Beauty & the Beast Vocal Edit) | 4:28         |
| 3. | «Can't Get You Out of My Head» (Deluxe's Dirty Dub)                  | 6:52         |
| 4. | «In Your Eyes» (Roger Sanchez's Release the Dub Mix)                 | 7:18         |
| 5. | «Love at First Sight» (Ruff & Jam US Radio Mix)                      | 3:49         |
| 6. | «Come Into My World» (Fischerspooner Mix)                            | 4:20         |
| 7. | «Whenever You Feel Like It»                                          | 4:05         |

| №   | Название                                             | Длительность |
| --- | ---------------------------------------------------- | ------------ |
| 8.  | «Tightrope»                                          | 4:29         |
| 9.  | «Can't Get You Out of My Head» (K&M's Mindprint Mix) | 6:35         |
| 10. | «In Your Eyes» (Jean Jacques Smoothie Mix)           | 6:21         |
| 11. | «Can't Get You Out of My Head» (видеоклип)           | 3:50         |
| 12. | «In Your Eyes» (видеоклип)                           | 3:18         |
| 13. | «Love at First Sight» (видеоклип)                    | 3:58         |
| 14. | «Come Into My World» (видеоклип)                     | 4:14         |

| №  | Название                                                     | Длительность |
| -- | ------------------------------------------------------------ | ------------ |
| 1. | «Can't Get You Out of My Head» (K & M Mix)                   | 6:37         |
| 2. | «Can't Get You Out of My Head» (Nick Faber Remix)            | 6:02         |
| 3. | «Can't Get You Out of My Head» (Plastika Mix)                | 9:28         |
| 4. | «Can't Get You Out of My Head» (Deluxe's Dirty Dub)          | 6:51         |
| 5. | «Can't Get You Out of My Head» (Superchumbo Todo Mamado Mix) | 8:35         |
| 6. | «Can't Get You Out of My Head» (Superchumbo Leadhead Mix)    | 7:05         |

| №   | Название                                   | Длительность |
| --- | ------------------------------------------ | ------------ |
| 1.  | «Без названия»                             | 0:06         |
| 2.  | «Can't Get You Out of My Head» (видеоклип) | 3:50         |
| 3.  | «In Your Eyes» (видеоклип)                 | 3:19         |
| 4.  | «Spinning Around» (видеоклип)              | 3:30         |
| 5.  | «On a Night Like This» (видеоклип)         | 4:10         |
| 6.  | «Can't Get You Out of My Head» (K&M Mix)   | 6:36         |
| 7.  | «In Your Eyes» (Jean Jacques Smoothie Mix) | 6:23         |
| 8.  | «Spinning Around»                          | 3:28         |
| 9.  | «Boy»                                      | 3:50         |
| 10. | «Rendezvous at Sunset»                     | 3:24         |

| №   | Название                       | Длительность |
| --- | ------------------------------ | ------------ |
| 1.  | «More More More»               | 4:43         |
| 2.  | «Love At First Sight»          | 4:00         |
| 3.  | «Can't Get You Out of My Head» | 3:51         |
| 4.  | «Fever»                        | 3:32         |
| 5.  | «Give It to Me»                | 2:50         |
| 6.  | «Fragile»                      | 3:47         |
| 7.  | «Come Into My World»           | 4:07         |
| 8.  | «In Your Eyes»                 | 3:21         |
| 9.  | «Dancefloor»                   | 3:25         |
| 10. | «Love Affair»                  | 3:50         |
| 11. | «Your Love»                    | 3:49         |
| 12. | «Good Like That»               | 3:34         |
| 13. | «Baby»                         | 3:49         |
| 14. | «Burning Up»                   | 4:00         |
| 15. | «Boy»                          | 3:49         |
| 16. | «Butterfly»                    | 4:07         |

## Участники записи
Информация адаптирована с сайта AllMusic.
- Кайли Миноуг — основной вокал, бэк-вокал
- Стив Андерсон[англ.] — аранжировки, клавишные, продюсирование, программирование
- Уильям Бейкер[англ.] — стилист
- Адриан Башбай — микширование
- Том Карлайл — микширование
- TommyD[англ.] — микширование, продюсирование
- Роб Дэвис[англ.] — программирование ударных, инжиниринг, электрическая гитара, клавишные, микширование, продюсирование
- Кэти Деннис — клавишные, микширование, продюсирование, бэк-вокал
- Венди Дуган — дизайн
- Брюс Эллиот Смит — микширование, программирование
- Том Элмхирст — микширование
- Грег Физеральд — гитара, клавишные, продюсирование, программирование
- Паскаль Габриэль[англ.] — микширование, продюсирование
- Джулиан Галлахер[англ.] — электропиано, клавишные, продюсирование
- Билли Годфри[англ.] — бэк-вокал
- Мартин Харрингтон[англ.] — инжиниринг, гитара, клавишные, программирование
- Эш Хаус — инжиниринг, клавишные, микширование, программирование
- Андерс Кальмарк — инжиниринг, программирование
- Фил Ларсен — инжиниринг, микширование, программирование
- Стив Левинсон — бас
- Том Николс — продюсер
- Тим Орфорд — микширование
- Винсент Питерс — фотографирование
- Марк Пичиотти[англ.] — микширование, продюсирование
- Ричард «Biff» Стэннард[англ.] — гитара, продюсирование, бэк-вокал
- Пол Стэтхэм — продюсирование
- Элвин Суини — инжиниринг, программирование
- Джон Тиркелл[англ.] — флейта, труба
- Гэвин Райт[англ.] — струнные
- Пол Райт — инжиниринг, микширование

## Чарты и сертификации
| Чарт (2001—2002)   | Высшая позиция |
| ------------------ | -------------- |
| Австрия            | 1              |
| Австралия          | 1              |
| Бельгия (Фландрия) | 14             |
| Бельгия (Валлония) | 12             |
| Великобритания     | 1              |
| Венгрия            | 8              |
| Германия           | 1              |
| Греция             | 2              |
| Дания              | 4              |
| Европа             | 1              |
| Ирландия           | 1              |
| Италия             | 6              |
| Канада             | 10             |
| Нидерланды         | 7              |
| Новая Зеландия     | 3              |
| Норвегия           | 4              |
| Польша             | 12             |
| США                | 3              |
| Финляндия          | 20             |
| Франция            | 21             |
| Швеция             | 10             |
| Швейцария          | 3              |
| Шотландия          | 1              |
| Южная Африка       | 3              |
| Япония             | 17             |

| Чарт (2017)    | Высшая позиция |
| -------------- | -------------- |
| Великобритания | 89             |
| Шотландия      | 44             |

| Чарт (2001)        | Высшая позиция |
| ------------------ | -------------- |
| Австралия          | 5              |
| Австрия            | 24             |
| Великобритания     | 10             |
| Германия           | 26             |
| Дания              | 61             |
| Европа             | 21             |
| Нидерланды         | 62             |
| Франция            | 143            |
| Швеция             | 92             |
| Швейцария          | 18             |
| Чарт (2002)        | Место          |
| Австралия          | 4              |
| Австрия            | 71             |
| Бельгия (Фландрия) | 67             |
| Бельгия (Валлония) | 64             |
| Великобритания     | 15             |
| Германия           | 50             |
| Нидерланды         | 47             |
| Новая Зеландия     | 30             |
| США                | 82             |
| Франция            | 55             |
| Швейцария          | 41             |
| Мир                | 30             |
| Чарт (2003)        | Высшая позиция |
| Австралия          | 57             |
| Великобритания     | 196            |

| Чарт (2000—2009) | Высшая позиция |
| ---------------- | -------------- |
| Австралия        | 13             |
| Великобритания   | 43             |

| Страна         | Статус        | Продажи   |
| -------------- | ------------- | --------- |
| Австралия      | 7× Платиновый | 490 000   |
| Австрия        | Платиновый    | 40 000    |
| Аргентина      | Золотой       | 20 000    |
| Бельгия        | Золотой       | 25 000    |
| Великобритания | 5× Платиновый | 1 500 000 |
| Венгрия        | Платиновый    | 20 000    |
| Германия       | Платиновый    | 300 000   |
| Гонконг        | Золотой       | 10 000    |
| Греция         | Золотой       | 15 000    |
| Дания          | Золотой       | 25 000    |
| Европа         | 3× Платиновый | 3 000 000 |
| Испания        | Платиновый    | 100 000   |
| Канада         | 2× Платиновый | 200 000   |
| Нидерланды     | Золотой       | 40 000    |
| Новая Зеландия | 2× Платиновый | 30 000    |
| Россия         | Бриллиантовый | 60 000    |
| США            | Платиновый    | 1 159 000 |
| Франция        | Платиновый    | 300 000   |
| Швеция         | Платиновый    | 80 000    |
| Швейцария      | 2× Платиновый | 80 000    |
| Южная Африка   | Платиновый    | 50 000    |